# Latarnia morska Bell Rock

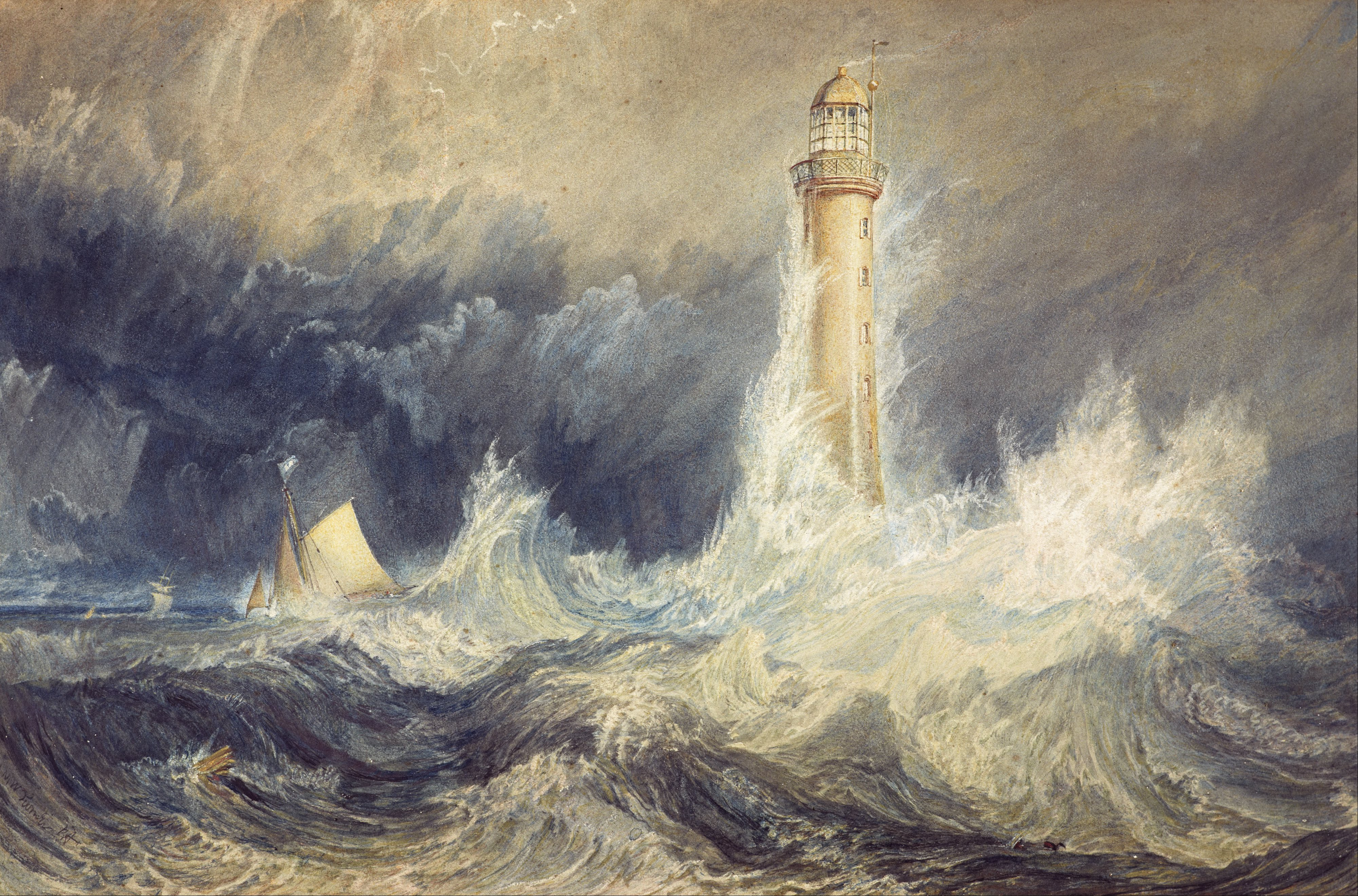
Latarnia morska Bell Rock na obrazie Williama Turnera (1819)

Latarnia morska Bell Rock (ang. Bell Rock Lighthouse) – najstarsza na Wyspach Brytyjskich latarnia morska usytuowana na rafie Bell Rock, zwanej także Inchcape. Położona jest 18 kilometrów od wybrzeży Angus na Morzu Północnym oraz 18 kilometrów na wschód od wejścia do zatoki Firth of Tay. Latarnia została wpisana w 1998 roku na listę zabytków kategorii A Historic Scotland pod numerem 45197. Obiekt znajduje się także na liście Royal Commission on the Ancient and Historical Monuments of Scotland pod numerem NO72NE 1.

## Historia
W ostatnich latach XVIII wieku każdego roku w okolicach Bell Rock rozbijało się średnio około 6 statków. W czasie jednego ze sztormów u wschodnich wybrzeży Szkocji zatonęło około 70 jednostek. Szkocki inżynier Robert Stevenson, dziadek Roberta Louisa Stevensona, zaproponował budowę latarni morskiej na skałach Bell Rock już w 1799 roku. Jednak z powodu przewidywanych kosztów oraz, jak wówczas się wydawało, szaleńczego pomysłu budowy latarni na niewielkich, zatapianych przez fale skałach władze Northern Lighthouse Board zwlekały z podjęciem decyzji o budowie. 
26 grudnia 1803 roku dowodzony przez komandora Henry’ego Mitforda HMS York, 64-działowy okręt liniowy III rangi, wypłynął z Woolwich na rejs patrolowy po Morzu Północnym. W styczniu 1804 roku rozbił się o skały Bell Rock, a cała licząca 461 osób załoga zginęła. Po tej tragedii Northern Lighthouse Board nie mogła dalej zwlekać.

## Budowa
W 1806 roku Northern Lighthouse Board zatrudniła Johna Renniego, wówczas już bardzo słynnego szkockiego inżyniera, twórcę między innymi London Docks, wiaduktów Dundas Aqueduct oraz Lune Aqueduct na szlaku Kennet and Avon Canal, jako głównego inżyniera, natomiast Robert Stevenson został zatrudniony jako jego asystent. Projekt latarni autorstwa Stevensona z poprawkami Renniego, był wzorowany na zbudowanej 50 lat wcześniej latarni Smeatona. W 1807 roku Stevenson rozpoczął organizowanie i kompletowanie ekipy budowniczych oraz narzędzi i materiałów. 17 września 1807 roku razem z grupą około 35 rzemieślników wypłynęli ku Bell Rock. Praca była niezwykle trudna, mogła odbywać się tylko przy spokojnym morzu w ciągu zaledwie 2 godzin w czasie odpływu. Budowniczowie początkowo mieszkali na statku zakotwiczonym około mili od miejsca budowy latarni. Prace przygotowawcze, wyrównywanie skał, które miały posłużyć za fundament latarni, wykonywane były przy pomocy kilofów, ostrzonych na miejscu. Stevenson obawiał się użycia prochu mogącego uszkodzić skały i w ten sposób uniemożliwić zbudowanie latarni. Wkrótce część budowniczych zamieszkała w zbudowanym na palach baraku. Wszystkie prace były organizowane i nadzorowane przez Stevensona. W ciągu prawie czterech lat, Rennie odwiedził miejsce budowy tylko dwa razy. Prace posuwały się bardzo wolno. Po dwóch latach latarnia miała tylko 6 stóp wysokości (trzy warstwy granitowych bloków). W 1809 roku prace budowlane trwały od kwietnia do końca sierpnia. W tym czasie położono 22 warstwy bloków kamiennych. Ostatnia dziewięćdziesiąta warstwa granitowych bloków została położona w końcu lipca 1810 roku, a w sierpniu został położony ostatni kamień klatki schodowej. Latarnia rozpoczęła pracę w lutym 1811 roku. Wieża latarni wykonana została tak starannie, że przez ponad 200 lat nie były dokonywane żadne naprawy ani przebudowy.
Latarnia pracuje w tandemie ze stacją sygnałową Bell Rock Signal Tower, ukończoną w 1813 roku, w mieście Arbroath. Została zelektryfikowana i zautomatyzowana w 1988 roku i jest sterowana z Centrum Monitoringu Northern Lighthouse Board w Edynburgu.

## Wypadek HMS Argyll
W czasie funkcjonowania latarni morskiej Bell Rock zarejestrowano tylko jeden wypadek zatonięcia statku na otaczających ją skałach. W okresie I wojny światowej latarnia była wyłączona. Było to spowodowane coraz intensywniejszą działalnością na przybrzeżnych terenach wschodniej Szkocji niemieckich okrętów podwodnych. Włączano ją tylko w szczególnych przypadkach, po uprzedniej zgodzie władz wojskowych. 28 października 1915 roku brytyjski krążownik pancerny typu Devonshire HMS Argyll wysłał sygnał żądania zapalenia latarni. Okręt pod dowództwem kapitana Jamesa Tancreda kontynuował podróż poprzednim kursem. Kapitan wierzył, że wysłany przez niego sygnał został odczytany i latarnia wkrótce zostanie włączona. Tak się jednak nie stało. Okręt wszedł na otaczające latarnię skały. Spowodowało to rozległe uszkodzenia poszycia i osadzenie okrętu na skałach. Pomocy udzieliły dwa niszczyciele HMS Hornet oraz HMS Jackal, zabierając z HMS Argyll całą załogę. Później, po zabraniu z pokładu cennych rzeczy, w tym dział, okręt został wysadzony, aby wrak nie stanowił pomocy nawigacyjnej dla niemieckich okrętów.
W 2003 roku latarnia morska Bell Rock stała się bohaterem jednego z siedmiu odcinków dokumentalnej serii BBC Seven Wonders of the Industrial World.